# Piobetta
 Piobetta  là một xã ở tỉnh Haute-Corse trên đảo Corse, Pháp. Xã này có diện tích 4,81 km², dân số năm 1999 là 30 người. Khu vực này có độ cao 30 mét trên mực nước biển.